# Ommen vasútállomás
Ommen vasútállomás vasútállomás Hollandiában, Ommen községben,  településen.

## Vasútvonalak
Az állomást az alábbi vasútvonalak érintik:
- Zwolle–Stadskanaal-vasútvonal

## Kapcsolódó állomások
A vasútállomáshoz az alábbi állomások vannak a legközelebb:
- Dalfsen vasútállomás
- Mariënberg vasútállomás